# Stausee Niederried (Schutzgebiet)
Der Talabschnitt Stausee Niederried in der Umgebung des gleichnamigen Stausees ist ein Landschaftsschutzgebiet von nationaler Bedeutung in der Schweiz. Er erstreckt sich über eine Fläche von 297 Hektaren in der Flusslandschaft an der Aare nordwestlich von Bern und umfasst artenreiche aquatische, amphibische und terrestrische Habitate. Der 1913 entstandene künstliche See an der Aare hat eine Oberfläche von 154 Hektaren und entspricht somit ungefähr der Hälfte des Schutzgebiets. Das Gewässernetz hat sich zusammen mit den ausgedehnten Feuchtgebieten im Talboden zu einem für die Biodiversität sehr wertvollen Naturraum entwickelt, der auch als Wasser- und Zugvogelreservat von internationaler Bedeutung deklariert und gemäss der Ramsar-Konvention geschützt ist und ein Teilgebiet der «Important Bird Area „Grosses Moos und Stausee Niederried“» bildet.
Die geschützte Auenlandschaft umfasst eine Flussstrecke von vier Kilometern entlang der Aare mit der Mündung der Saane. Neben den beiden Flüssen liegen Weiher und ein Flachmoor mit einem Amphibienlaichgebiet von nationaler Bedeutung. Mehrere kleine Bäche münden im Flussabschnitt in die Aare und in den Niederriedsee.
Seit 1956 ist der Stausee ein kantonales Jagdbanngebiet. Die Regierung des Kantons Bern stellte das Areal «Stausee Niederried» am 12. Juli 1966 unter Naturschutz; der Bundesrat beschloss 1983 die Aufnahme des grösseren Landschaftsausschnitts in das Bundesinventar der Landschaften und Naturdenkmäler von nationaler Bedeutung; und mit Verfügung vom 26. November 2013 erweiterte die Volkswirtschaftsdirektion des Kantons Bern, gestützt auf die Bundesinventare, den Schutz für die Flusslandschaft im «Naturschutzgebiet Niederried-Oltigenmatt».

## Lage und Naturraum
Die Aare hat am nördlichen Rand des voralpinen Hügelgebiets zusammen mit der Saane, die der grösste Nebenfluss am Oberlauf der Aare ist, seit dem Eiszeitalter ein tief in die Molasseberge eingegrabenes Talsystem geschaffen, das in einigen Abschnitten einen Kilometer breit ist und dessen Talboden von Schotterschichten und Flussgeschiebe überdeckt ist. Etwa drei Kilometer unterhalb des Wasserkraftwerks Mühleberg und anderthalb Kilometer unterhalb des Kernkraftwerks Mühleberg befindet sich am Aarelauf auf 462 m ü. M. ein besonders weiter Talbereich mit der Mündung der Saane. In der spitzwinklig zur Mündung zulaufenden Fläche zwischen Saane und Aare liegt der Auenbereich «Rewag» mit einem Aare-Altarm, der früher als Baggersee genutzt wurde und heute zum grössten Teil durch das Feuchtgebiet «Islere» von der Aare getrennt ist. Die Landschaft Rewag-Islere ist gegen Süden durch einen 100 Meter hohen Sandsteinberg abgeschlossen, der die beiden Flusstäler trennt, und gehört zur Gemeinde Mühleberg.

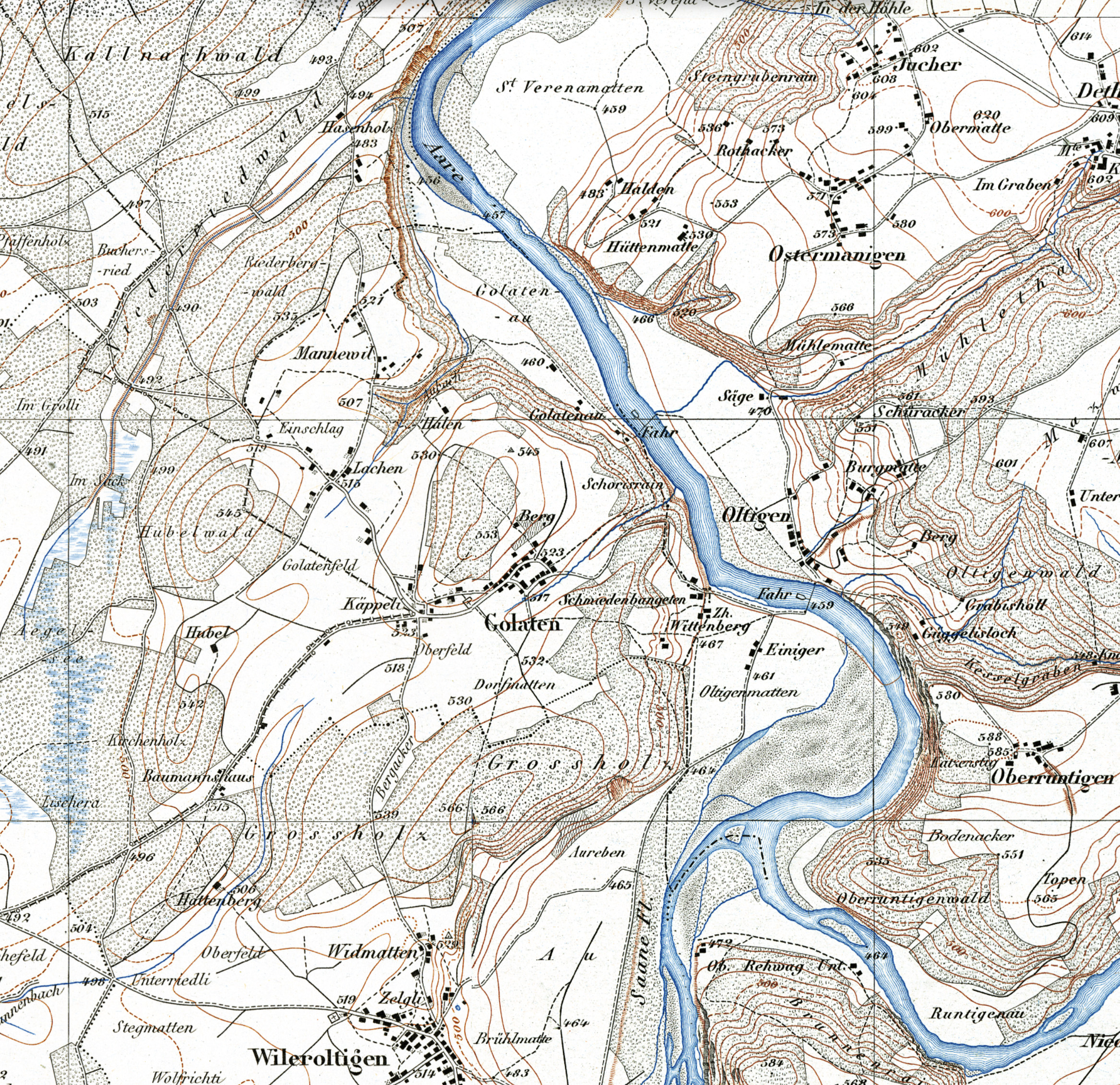
Die Aare mit der Saanemündung um 1900 (Topographischer Atlas der Schweiz)
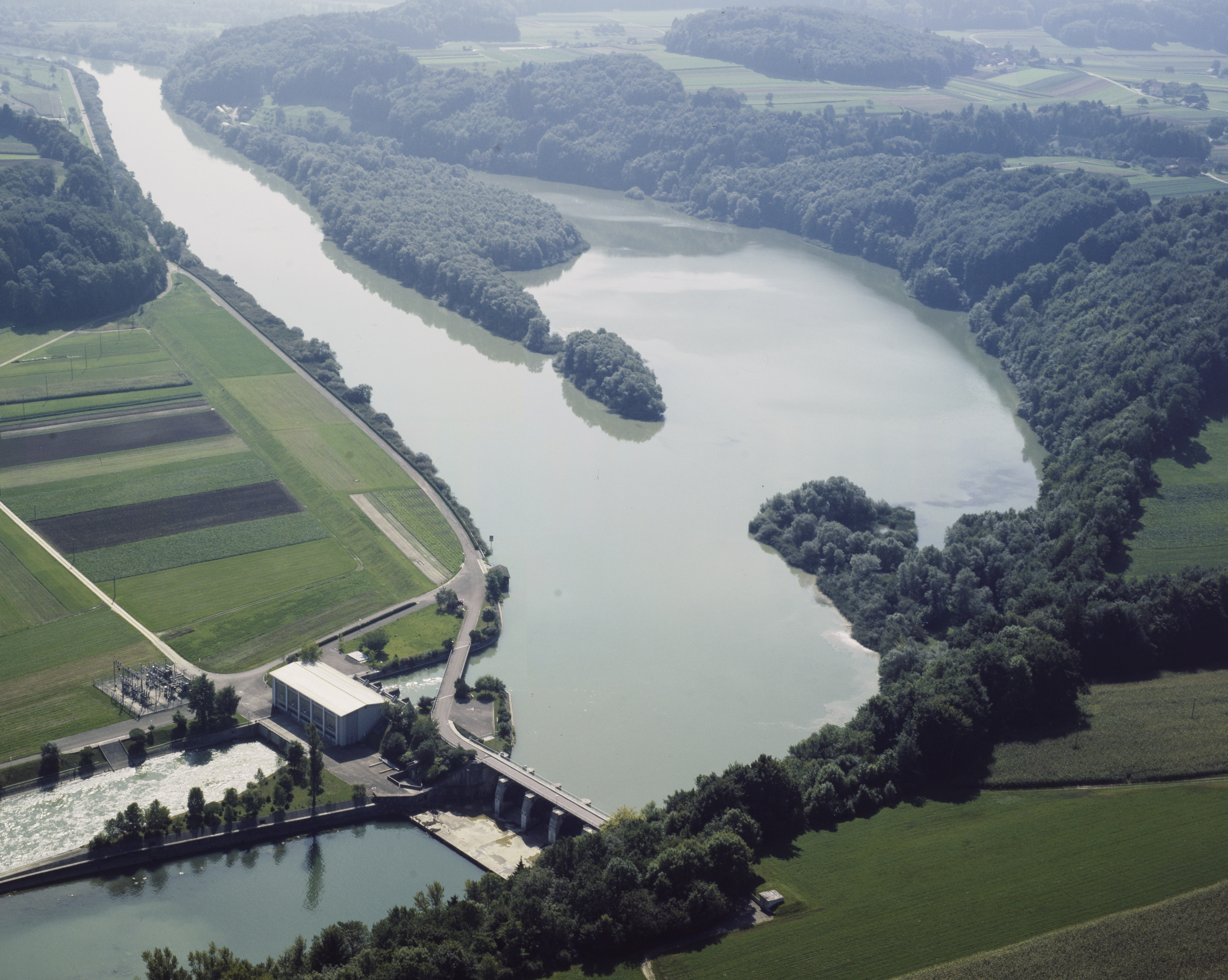
Der Stausee Niederried von Nordwesten (1983)
Der Stausee (1949)

Auf der Ostseite steigt über der Aare, der Saanemündung gegenüber, die bis zu 120 Meter hohe, fast einen Kilometer lange Steilwand der «Runtigenflue» empor, die im Bergmassiv aus Molassefelsen über einem Prallhang der Flüsse entstanden ist. Mit der Höhe von 580 m ü. M. bildet die obere Felskante den höchsten Punkt im Schutzgebiet. Die Erhebung ist im Süden vom Islerengraben und im Norden vom Kesselgraben begrenzt. 2013 erwarb der Kanton Bern das Felsmassiv mit der von Bäumen und Sträuchern bewachsenen Böschung am Aareufer und fügte es zum Naturschutzgebiet hinzu. An der Runtigenfluh, der grössten Felswand am Lauf der Aare im Molassehügelland, sind die Gümmenen-Schichten der unteren Süsswassermolasse aufgeschlossen. Die Sandstein- und Mergelschichten bilden ein spezielles Biotop für an die trockene Umgebung angepasste Pflanzen und Tiere und weisen am Hangfuss einen orchideenreichen Föhrenwald auf. Flussabwärts liegen unterhalb des Felsabbruchs die Ortschaften Oltigen und Ostermanigen auf den Anhöhen rechts von der Aare. Ein bis zu sechs Meter hoher Längsdamm sichert den Einstau der Aare auf der rechten Seite des Niederriedsees bis zum Kraftwerk. Die Seitenbäche werden ausserhalb des Dammes durch den St. Vrenekanal zur Aare abgeleitet. Im Westen ist die Auenlandschaft vom etwa 50 Meter hohen felsigen und bewaldeten Abhang bei Golaten und Mannewil begrenzt.
Unter den Bergflanken am Rand des Landschaftsschutzgebiets «Stausee Niederried» liegen fünf flache Uferzonen neben den Flüssen: Die Oberruntigenau, die Rewag, die Oltigenmatt und das Auli sind Landflächen im Schutzgebiet, während die Golatenau entgegen der ursprünglichen Planung vom Stausee überschwemmt und so zur für Wasservögel wertvollen Flachwasserzone gemacht wurde. Die frühere Auenlandschaft der Niederruntigenau links von der Aare, ausserhalb des Schutzgebiets, wurde mit dem Bau des Kernkraftwerks Mühleberg vollständig in ein Industriegebiet umgewandelt; ob das Gelände nach dem bis 2034 dauernden Rückbau des 2019 stillgelegten Kraftwerks wieder in einen naturnahen Zustand überführt wird, ist (Stand 2023) noch nicht entschieden. Auf der gegenüberliegenden Seite der Aare befindet sich in der Oberruntigenau, flussaufwärts von der Runtigenfluh gelegen, beim «Kunkelried» als Rest eines Altarms das Stillgewässer «Brättelenteich», das ebenfalls zum geschützten Amphibienlaichgebiet gehört. Es liegt so wie die ganze rechtsufrige Fläche des Landschaftsschutzgebiets in der Gemeinde Radelfingen. Der Felskopf mit der Ruine der Burg Oltigen am nördlichen Ende der Runtigenfluh und die als Landwirtschaftsgebiet genutzte Ebene «Auli» bei Oltigen befinden sich im Perimeter des Landschaftsschutzgebiets.
Das Flussbett der Saane ist auf seiner letzten Flussstrecke von Hochwasserschutzdämmen begleitet, die nach einer verheerenden Überschwemmung vom 3.–4. Oktober 1888 mit finanzieller Unterstützung durch den Bund errichtet wurden. Ausserhalb dieser Leitdämme liegen auf der linken Seite im flachen Saanetal die Gebiete Wilerau, die ein intensiv bewirtschaftetes Landwirtschaftsgebiet der Gemeinde Wileroltigen ist, und Oltigenmatt als ein Kernbereich des Schutzgebiets. Seit dem Bau der Dämme können die Flüsse die Auenlandschaft in der Oltigenmatt nicht mehr durch ihre natürliche Gewässerdynamik so umgestalten, wie es seit Jahrhunderten bei Hochwasserereignissen immer wieder geschehen war. Sie bewegen sich nicht mehr mäandrierend über die ganze Talbreite, und die Sukzession von Pflanzengesellschaften auf neuen Sedimentflächen findet nicht mehr statt. Die urbarisierte Wilerau wird mit der weiter oben liegenden Haselau seit den 1960er Jahren durch den Giesse-Kanal, der teilweise eingedolt ist und die Oltigenmatt durchquert, zur Aare entwässert. Das Grundwasser im Schotter des Flusstals tritt in der Oltigenmatt in mehreren Giessen aus, die zum Giessekanal abgeführt werden. Ähnliche Quellbäche mit dem gleichen Namen entstehen auch in anderen Auenlandschaften an der Aare so wie die Giesse bei Münsingen oder der Giessen unterhalb von Aarau.
Der Niederriedsee entstand um 1913 als Staubecken an der Aare für das Kraftwerk Kallnach der Bernischen Kraftwerke (heute BKW Energie AG). Die Seefläche ist durch eine lange Halbinsel, die entlang des ehemaligen, überfluteten Seitendammes an der Golatenau entstand, untergliedert. Das Wasser wird von oberhalb des Stauwehrs, das südwestlich der Ortschaft Niederried steht, durch einen 2100 Meter langen Stollen zum Kraftwerk geleitet und erreicht von dort aus den Hagneckkanal etwa zehn Kilometer unterhalb des Stauwehrs. Um auch die Restwassermenge in der Aare zu nutzen, bauten die Bernischen Kraftwerke neben einem neuen Staudamm bei Niederried bis 1963 das Wasserkraftwerk Niederried-Radelfingen. Sie verpflichteten sich bei der Zertifizierung des Kraftwerks Niederried-Radelfingen mit dem Ökostrom-Label dazu, im Schutzgebiet umfangreiche Massnahmen zur ökologischen Aufwertung der Naturlandschaft umzusetzen. Im Zusammenhang mit der neuen Wasserrechtskonzession für das Wasserkraftwerk Mühleberg planten die BKW weitere Arbeiten zur Aufwertung des Auengebiets an der Aare; ein Seitengerinne aus dem Fluss in der Brättelenmatte soll die Überflutungsfläche vergrössern und eine neue Flachwasserzone schaffen. Weil bei der Erneuerung des Kraftwerks Hagneck, das bei der Aaremündung in der Bielersee in einem weiteren Auengebiet von nationaler Bedeutung steht, nochmals viel für die Aufwertung der Naturlandschaft geschah, wählte die Stiftung Landschaftsschutz Schweiz den geographische Raum vom Niederriedsee bis zum Bielersee zur «Landschaft des Jahres 2017» aus.
Während die Ebene der Oltigenmatt knapp über dem Seespiegel des Stausees Niederried liegt, wurde bei dessen Aufstauung die etwas tiefere Fläche der linksufrigen Golatenau mit einer Landwirtschaftsfläche unter Wasser gesetzt. Der Aubach, der im Halegraben entspringt und früher in die Golatenau floss, mündet jetzt am Hangfuss direkt in den See. In der Oltigenmatt gingen wegen der Stauhaltung ebenfalls einige bewirtschaftete Flächen – von welchen der Flurname ja heute noch zeugt – verloren, die ehemalige Hofsiedlung «Einiger» wurde aufgegeben und der Flächenanteil der Naturlandschaft vergrösserte sich. Auch der Grundwasserstand am Unterlauf der Saane, wo sich eine Wasserfassung der Kernkraftwerks Mühleberg befindet, änderte sich wegen der Auswirkung des Sees. Gemäss der Wasserrechtskonzession aus den 1960er Jahren mussten die Kraftwerke den Pegelstand des Niederriedsees in den Sommermonaten jeweils um 80 Centimeter absenken, damit eine Bewirtschaftung in der Oltigenmatt noch möglich war; mit Rücksicht auf die Tierpopulationen in der Auenvegetation wurde das Stauregime in jüngerer Zeit geändert: Nur noch im Herbst wird der Seespiegel etwas abgesenkt, und das Ried in der Oltigenmatt wird nicht mehr gemäht, sondern dient Schottischen Hochlandrindern als Weide. Als beim ausserordentlich starken Hochwasser im August 2005 der Leitdamm links der Saane brach und das Auengebiet überflutete, beschloss der Kanton Bern in Absprache mit den BKW, das Gebiet auch in Zukunft als Überschwemmungsfläche offenzulassen.
Von der Oltigenmatt aus führt der Saanesteg, der letzte Flussübergang über die Saane, in die Rewag auf der rechten Flussseite; die 1990 gebaute Schrägseilbrücke dient dem Langsamverkehr auf den Radfernwegen 8 «Aare-Route» von Bern nach Biel und 94 «Areuse–Emme–Sihl» von Neuenburg nach Bern und auf der Wanderland-Route 38 «Via Berna». Diese Wege erlauben die Beobachtung der Auenlandschaft links der Aare, während das gegenüberliegende Ufer mit der steilen Böschung unter der Runtigenfluh unzugänglich ist. Durch die Landschaft beim Stausee Niederried führt keine überregionale Verkehrsverbindung. In der weiteren Umgebung überquert die Autobahn A1, zwei Kilometer vom Schutzgebiet entfernt, auf dem hohen Saanetalviadukt das Flusstal der Saane. Die Strassenbrücke auf dem Stauwehr zwischen Radelfingen und Niederried ist heute der einzige für den Strassenverkehr offene Flussübergang über die Aare zwischen dem Wohlensee und Aarberg. Vor dem Bau des Kraftwerks machten zwei Fähren bei Golaten das Überqueren der Aare möglich. Als wichtige Infrastrukturanlage führt die Hochspannungsleitung Mühleberg-Galmiz durch die geschützte Landschaft.

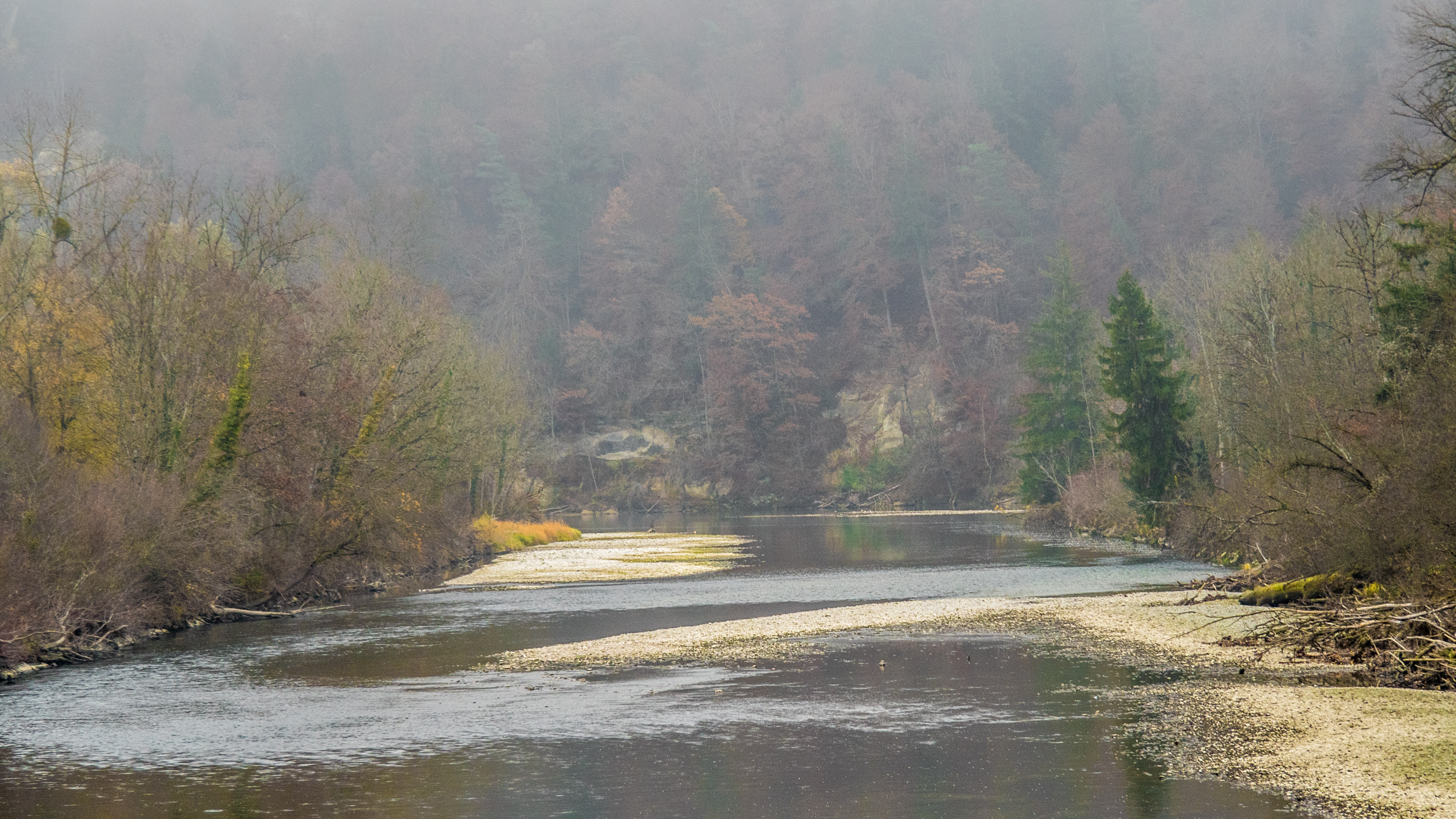
Saanemündung
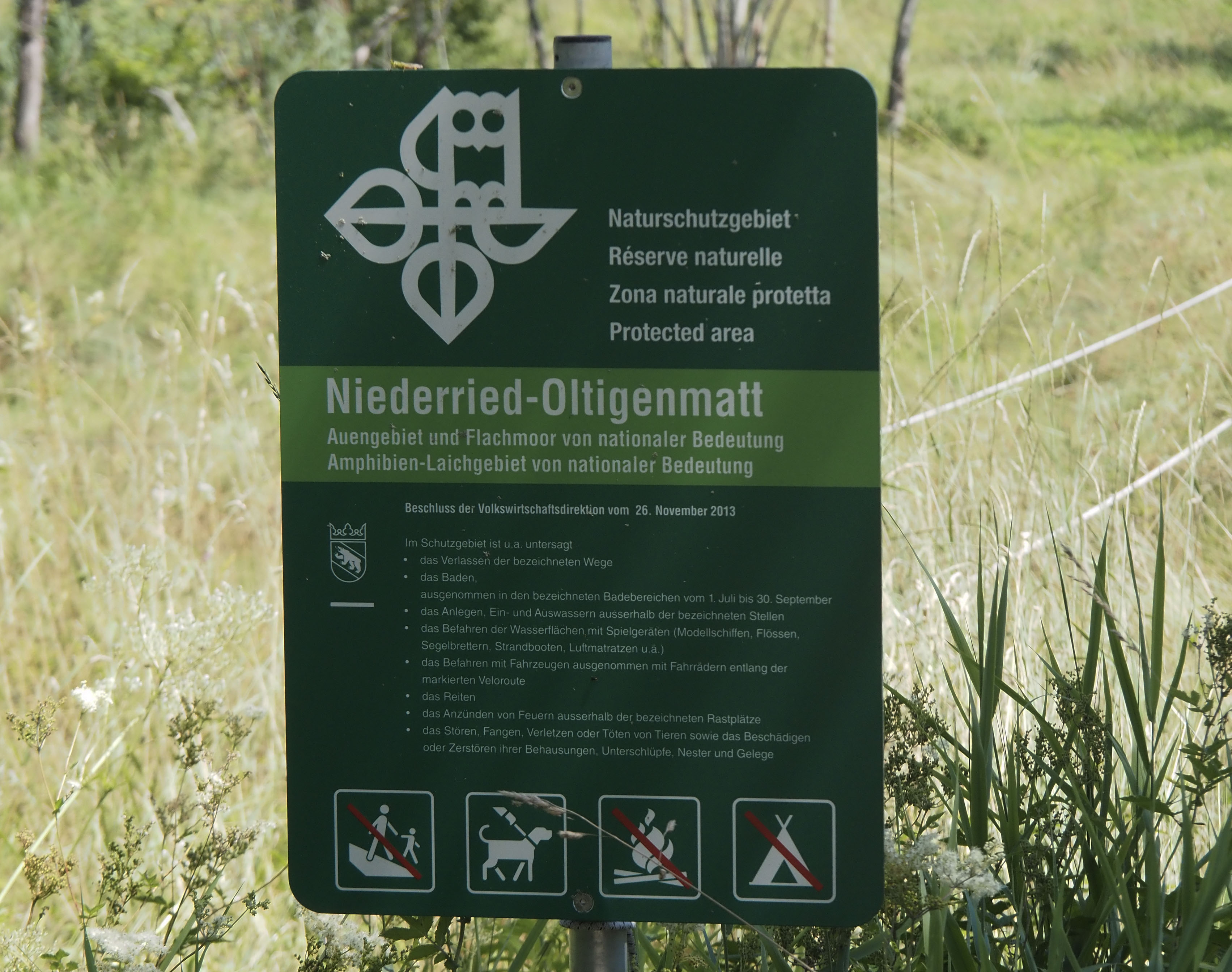
Naturschutzgebiet
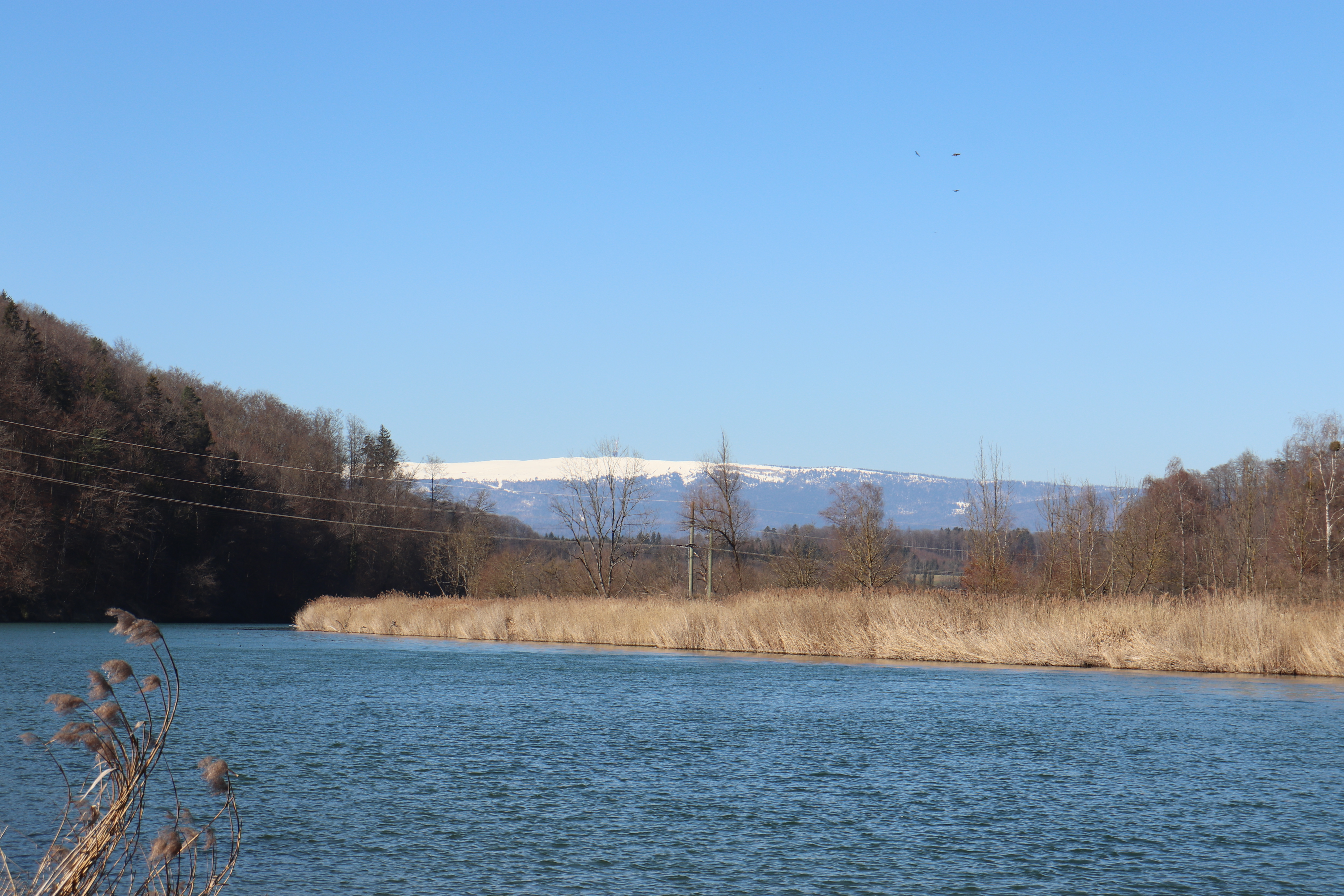
Der Flachwassersee
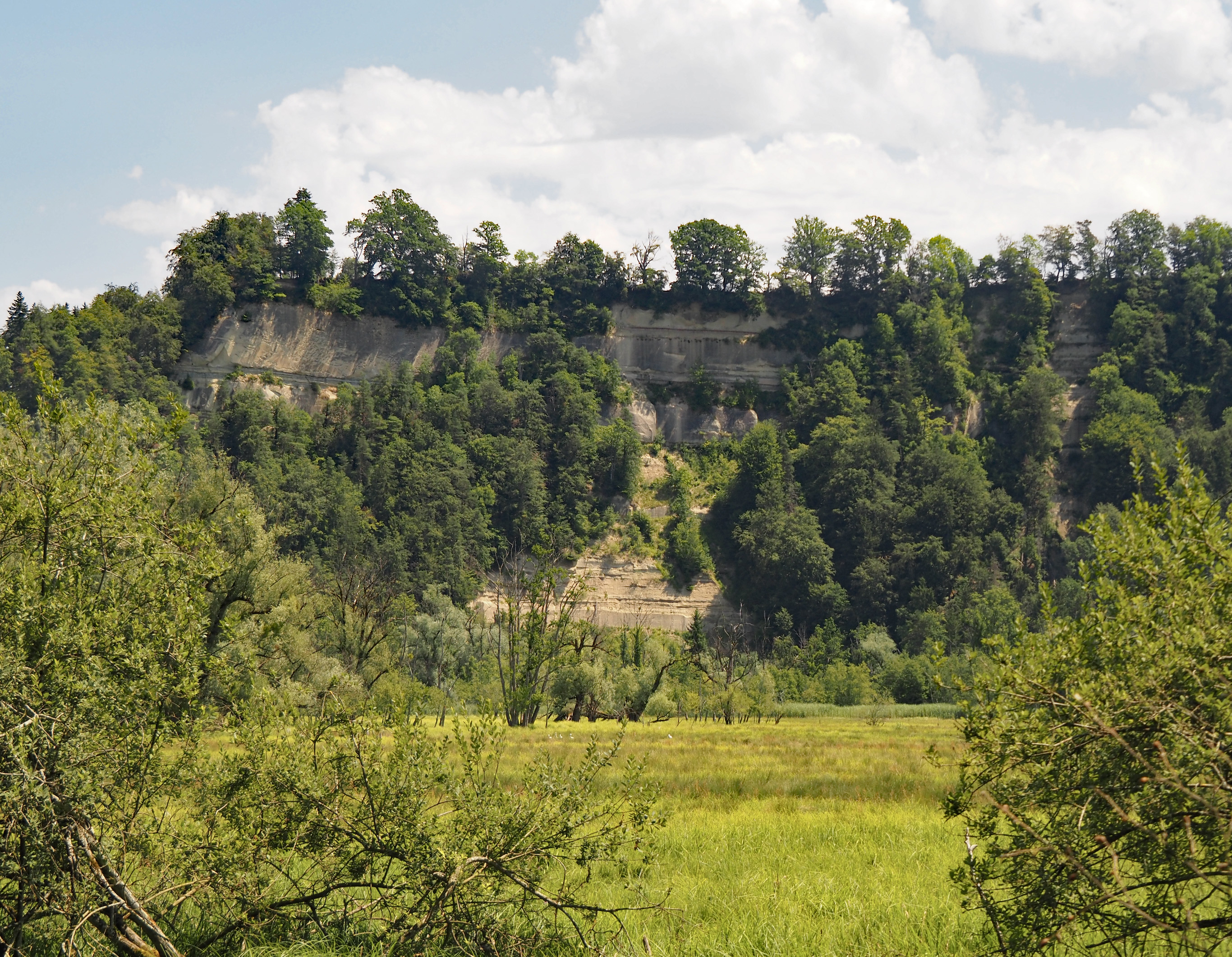
Die Runtigenfluh
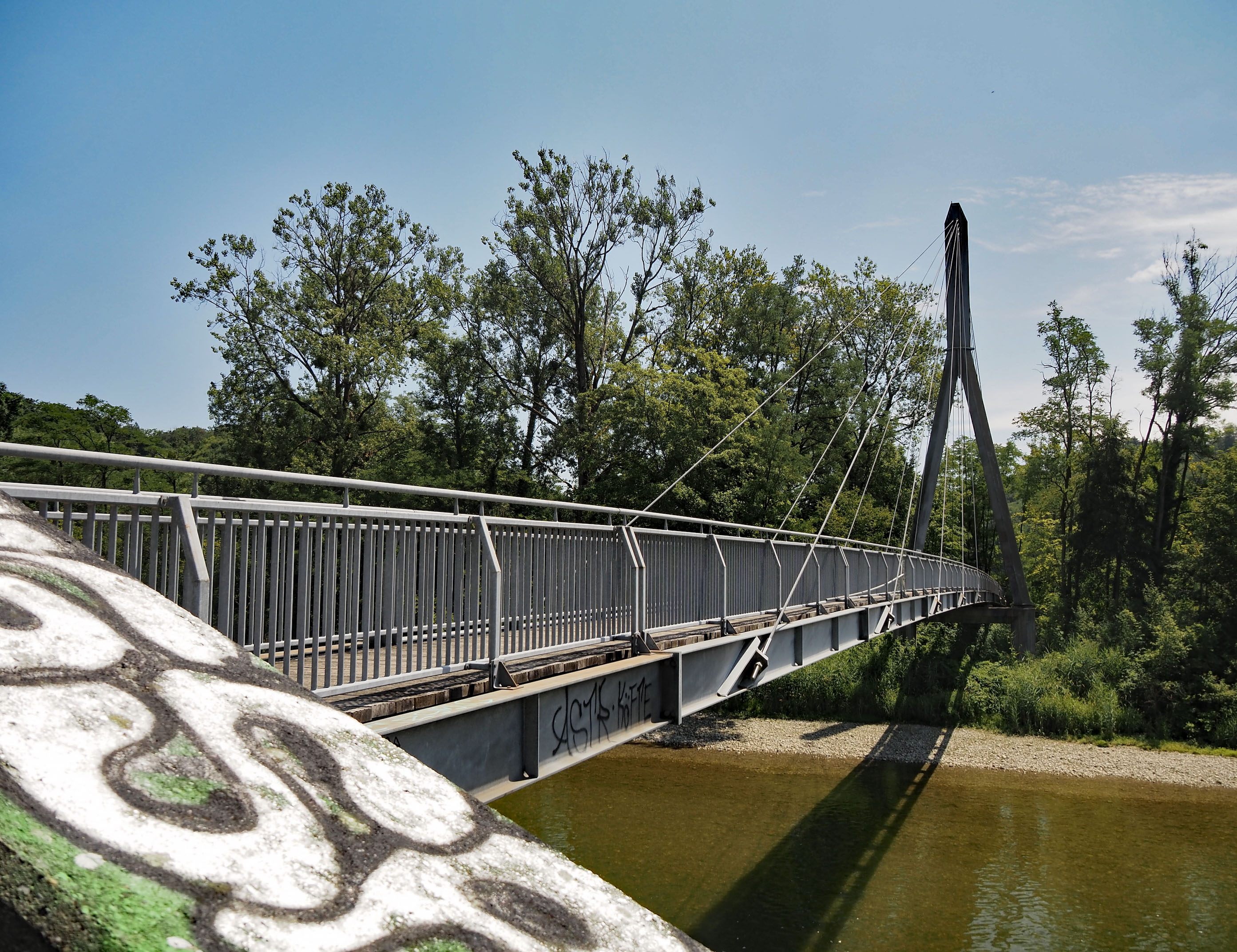
Der Saanesteg

## Schutzgebiete
Die Geschützte Landschaft «Stausee Niederried» schliesst neben den eigentlichen Naturschutzgebieten auch Abschnitte der Kulturlandschaft ein, die Landwirtschaftsflächen, bewirtschaftete Wälder, traditionelle ländliche Architektur, Freizeiteinrichtungen und eine archäologische Fundstätte aufweist.
Das Naturschutzgebiet im engeren Sinne ist in der World Database on Protected Areas (WDPA) mehrfach als Biotop- und Artenschutzgebiet (vom Typ «Terrestrial and Inland Waters Protected Areas») in der IUCN-Kategorie IV aufgeführt:
- Objekte 68239 sowie 555513647, Ramsargebiet, mit der Fläche von 2,97 km², ausgewiesen 1990
- Objekt Nummer 178713, Wasser- und Zugvogelreservat von internationaler Bedeutung, mit der Fläche von 0,62 km², ausgewiesen 2001

### BLN
Das Landschaftsschutzgebiet «Stausee Niederried» des Bundesinventars der Landschaften und Naturdenkmäler von nationaler Bedeutung (BLN) umfasst im nördlichen Abschnitt die Fläche des Niederriedsees und angrenzende Waldgebiete und Bereiche der Kulturlandschaft sowie im Süden an der Saanemündung das Auengebiet und ein national bedeutendes Amphibienlaichgebiet. Das BLN-Areal erstreckt sich an den Rändern der Flusstäler über die Berghänge in das umliegende Waldgebiet hinauf. Dazwischen liegen Zonen der Kulturlandschaft mit Wohnhäusern, Landwirtschaftsflächen, Nebenstrassen und Fusswegen sowie Stellen, die als Erholungsräume benützt werden und einzelne private Freizeithäuser und Bootsplätze aufweisen. Die privaten Gebäude stammen aus der Zeit vor der Schutzverfügung über die Landschaft. Die Aare ist für kleine Wasserfahrzeuge zugänglich, und auf der Flussstrecke zwischen den Stauseen ist das Sportfischen zugelassen. Gemäss der IUCN-Systematik der Schutzgebiete zählt das BLN-Gebiet deshalb zur Gruppe der Kategorie V «protected area managed mainly for landscape/seascape conservation and recreation.».

### Auenlandschaft
Die engere Flusslandschaft ist unter der Bezeichnung «Naturschutzgebiet Niederried-Oltigenmatt» als Auenlandschaft von nationaler Bedeutung definiert und gemäss Verordnung vom 26. November 2013 erneut als kantonales Schutzgebiet deklariert. Dieser Bereich hat eine Fläche von 171,45 Hektaren und umfasst Gebiete in den Gemeinden Kallnach, Mühleberg, Wileroltigen und Radelfingen.
Dank seiner unterschiedlichen Biotope weist das Schutzgebiet eine besonders reiche Flora auf. In der Ebene besteht am Stausee und in den Moorgebieten eines der grössten Vorkommen von Silberweiden in der Schweiz. Auf dem Talboden und den Hangterrassen finden sich die für Auenlandschaften typischen Ulmen-Eschenwälder, Erlenwälder und Weidengebüsche, die in der Nähe der Gewässer Gesellschaften mit anderen Pflanzen wie dem Gewöhnlichen Wasserdost und Schachtelhalmen bilden. Einige in der Schweiz gefährdete Pflanzenarten begründen gemäss der Ramsar-Bewertung die internationale Bedeutung des Habitats besonders, zum Beispiel der Haken-Wasserstern, die Hain-Segge, die Ufer-Segge, der Schleierling, der Gelbe Frauenschuh, gewisse Flechtenarten, die Bocks-Riemenzunge, das Purpur-Knabenkraut, die Salz-Teichbinse sowie die Sommer-Drehwurz. Andererseits wird die Flora im Schutzgebiet stellenweise von invasiven Pflanzen bedrängt.
Mehrere Wälder des Schutzgebiets sind im Waldnaturschutzinventar des Kantons Bern aufgeführt. Im steilen Waldgebiet Rewagholz in der Gemeinde Mühleberg kommen unterschiedliche und auch seltene Waldgesellschaften vor, von trockenen Buchenwäldern mit Eiben bis zu Eschen-, Föhren- und Eichenwäldern und in der Aue am Hangfuss auch Gebiete mit Pappeln und Fichten. Während auf den Anhöhen am Rand des Schutzgebiets wie bei den Dörfern in der umgebenden Hügellandschaft Nutzwälder vorherrschen, kommt einigen Abschnitten an den Talflanken auch eine Schutzwaldfunktion zu. Die Bestockung soll Hangrutschungen wie im Jahr 2005 an der Schlossflue am Ufer des Niederriedsees, bei welcher eine Lokalstrasse unterbrochen wurde, verhindern. Unter den potentiellen Naturgefahren am Aareabschnitt könnten die «Rutschung Brättelen» und die «Rutschung Runtigenrain» allenfalls grosse Auswirkungen haben, weil durch sie die Aare im Bereich der Energieinfrastruktur am Kraftwerk Mühleberg mit dem wichtigen Unterwerk Mühleberg überschwemmt werden könnte. Gemäss den topographischen und geologischen Untersuchungen durch das Eidgenössische Nuklearsicherheitsinspektorat ist die Wahrscheinlichkeit solcher Ereignisse allerdings äusserst gering. Der Regionale Waldplan Frienisberg-Laupenamt enthält Vorschriften für die Gebiete mit Schutzwaldfunktion.
Im Naturschutzgebiet sind zahlreiche bedrohte oder gefährdete Tierarten nachgewiesen. Die Fischfauna ist besonders in der Fliessstrecke der Aare sehr artenreich. Strömungsliebende Arten finden ideale Bedingungen zum Laichen. Neben dem Kraftwerk Niederried-Radelfingen verbindet schon seit 1913 eine Fischtreppe das Seegebiet mit der unteren Aarestrecke; das Passieren des sehr hohen Staudammes beim Kraftwerk Mühleberg war für die Fische nicht möglich, bis im Jahr 2021 ein innovativer Fischlift installiert wurde. Im ruhigeren Wasser kommt der stark gefährdete Bitterling vor. Die Gewässer beherbergen viele weitere Fischarten, unter anderem Forellen, Trüschen, Barsche und Hechte, und sind ein wichtiges Habitat für Libellen und andere Insekten. Der Biber hat an ihnen einige Reviere wieder besetzt. In den Wäldern der Umgebung leben weit verbreitete Tierarten wie zum Beispiel das Reh, der Dachs, der Fuchs und das Wildschwein.
Beim Betrieb des Kernkraftwerks Mühleberg strömte jahrzehntelang eine bedeutende Menge erwärmtes Kühlwasser in die Aare zurück; der bis in die Nähe des Stauwehrs Niederried nachweisbare wärmere Flussstreifen hatte eine negative Auswirkung auf die Wirbellosenfauna im Schutzgebiet. Das Kraftwerk durfte gemäss der Wasserrechtskonzession Aarewasser für die Kühlung nutzen, solange die Wassertemperatur im Fluss die Marke von 20,5 Grad Celsius nicht überschritt. In trockenen oder heissen Perioden mit einer höheren Aaretemperatur wie etwa im Juli 2019 musste das Kraftwerk den Betrieb zur Schonung der gefährdeten Fische wie Äschen und Bachforellen drosseln.
Das Monitoring des Bundesamtes für Umwelt (BAFU) über den Zustand der geschützten Auenlandschaften der Schweiz zeigte auf, dass im Gebiet «Niederried-Oltigenmatt» erheblicher Bedarf für Renaturierungsmassnahmen besteht. Ein bisher ungelöstes Problem ist das Wasserregime mit Sunk-Schwall-Betrieb des Saane-Kraftwerks am Schiffenensee mit ungünstigen Auswirkungen auf das Naturschutzgebiet.
Wenige Kilometer unterhalb des Kraftwerks Niederried-Radelfingen befindet sich in der Auenlandschaft an der Aare in der Mülau-Radelfingenau ein weiteres kantonales Naturschutzgebiet.

### Wasser- und Zugvogelreservat
Die Landschaft bei Kallnach ist ein international bedeutendes Wasser- und Zugvogelreservat und bildet einen Sektor des ausgedehnten Naturobjekts «Grosses Moos und Stausee Niederried», das als «Important Bird and Biodiversity Area» registriert ist und sich bis zum Murtensee und zum Bielersee erstreckt. Der Niederriedsee ist auch gemäss der Ramsar-Konvention geschützt, die zur Sicherstellung von Feuchtgebieten ins Leben gerufen wurde.
Seit 1951 finden am Niederriedsee regelmässig standardisierte Vogelzählungen statt. Die vom Berner Naturschützer Ernst Niggeler begründete Bestandesaufnahme dokumentiert die Veränderung des Lebensraum über die Jahrzehnte. In der Anfangszeit wurden gemäss dem System der gesamtschweizerischen Vogelzählungen die Entenvögel, See- und Lappentaucher, der Kormoran, der Graureiher, das Blässhuhn, Möwen und Raubmöwen erfasst, erst seit 1996 zusätzlich auch der Silberreiher, die Rohrdommel, das Teichhuhn, die Bekassine, der Grosse Brachvogel, der Flussuferläufer, der Eisvogel, die Wasseramsel und die Bergstelze. Der Niederriedsee beherbergt gemäss den Zählungen in der Überwinterungszeit ungefähr gleich viele Wasservögel wie die anderen grossen Vogelgewässer Klingnauer Stausee, Wohlensee und Murtensee. Während in der Anfangszeit der Untersuchungen besonders viele Tauchenten auf dem See lebten, nahm in jüngerer Zeit wegen der Veränderung des Nährstoffgehalts im Wasser der Bestand an Schwimmenten stark zu. Das BLN würdigt den grossen Wert des Niederriedsees mit seinen Verlandungs- und Flachwasserzonen mit Röhrichtbeständen als Brut-, Rast- und Überwinterungsgebiet für Wasservögel: «Bisher wurden mehr als 170 Vogelarten nachgewiesen, 75 von ihnen brüten am Stausee. Jedes Jahr überwintern bis zu 10'000 Wasservögel. Das nur 0,5 bis 1 Meter tiefe Gewässer wird vor allem von verschiedenen Entenarten besucht. Die zahlreichen Schlickbänke sind während der Zugzeit beliebte Ruhe- und Nahrungsplätze für Watvögel. Der Stausee Niederried ist ein Ramsar-Feuchtgebiet von internationaler Bedeutung.» Die Flüsse und Stillgewässer sind ein Jagdgebiet des Gänsesägers und des Kormorans.

### Amphibienlaichgebiet
Die Oltigenmatt und die benachbarten Feuchtgebiete Rewag und Oberruntigenau sind mit einem Mosaik aus Stillgewässern, Röhrichten, Grossseggenrieden, Moorflächen, feuchten Fettwiesen, Auenwald, Hecken und Feldgehölzen eine günstige Umgebung für Amphibien. Nachgewiesen sind besonders Bestände des Bergmolchs, des Fadenmolchs, des Wasserfroschs, des Grasfroschs, der Erdkröte und des Europäischen Laubfroschs. Die Abteilung für Naturförderung des Kantons Bern stuft die Landschaft als prioritäres Födergebiet für die Population des Laubfroschs ein und liess im Jahr 2020 am südlichen Radn der Oltigenmatt an besonnten Stellen sieben neue Amphibienwweiher bauen.
Die offenen Gebiete bieten auch für Raubvögel, die sich oft an der Runtigenfluh versammeln und dort auch Horste bauen, und für Störche eine Nahrungsquelle.
Gemäss der Beschreibung des BLN-Gebiets «Stausee Niederried» kommt in der Umgebung des Sees ausserdem die stark gefährdete Ringelnatter vor.

### Flachmoor
Im flussnahen Bereich der Oltigenmatt ist ein Flachmoor mit dem Umfang von über 18 Hektaren erhalten. Zwischen Gewässern und Schilfröhricht ist das Land mit Grosseggenried, Hochstaudenried, Nasswiesen und Moorpflanzen bewachsen.
Vor der Unterschutzstellung diente die Fläche der Schweizer Armee zeitweise als Zielgebiet für Schiessübungen mit Artillerie und Kampfflugzeugen.

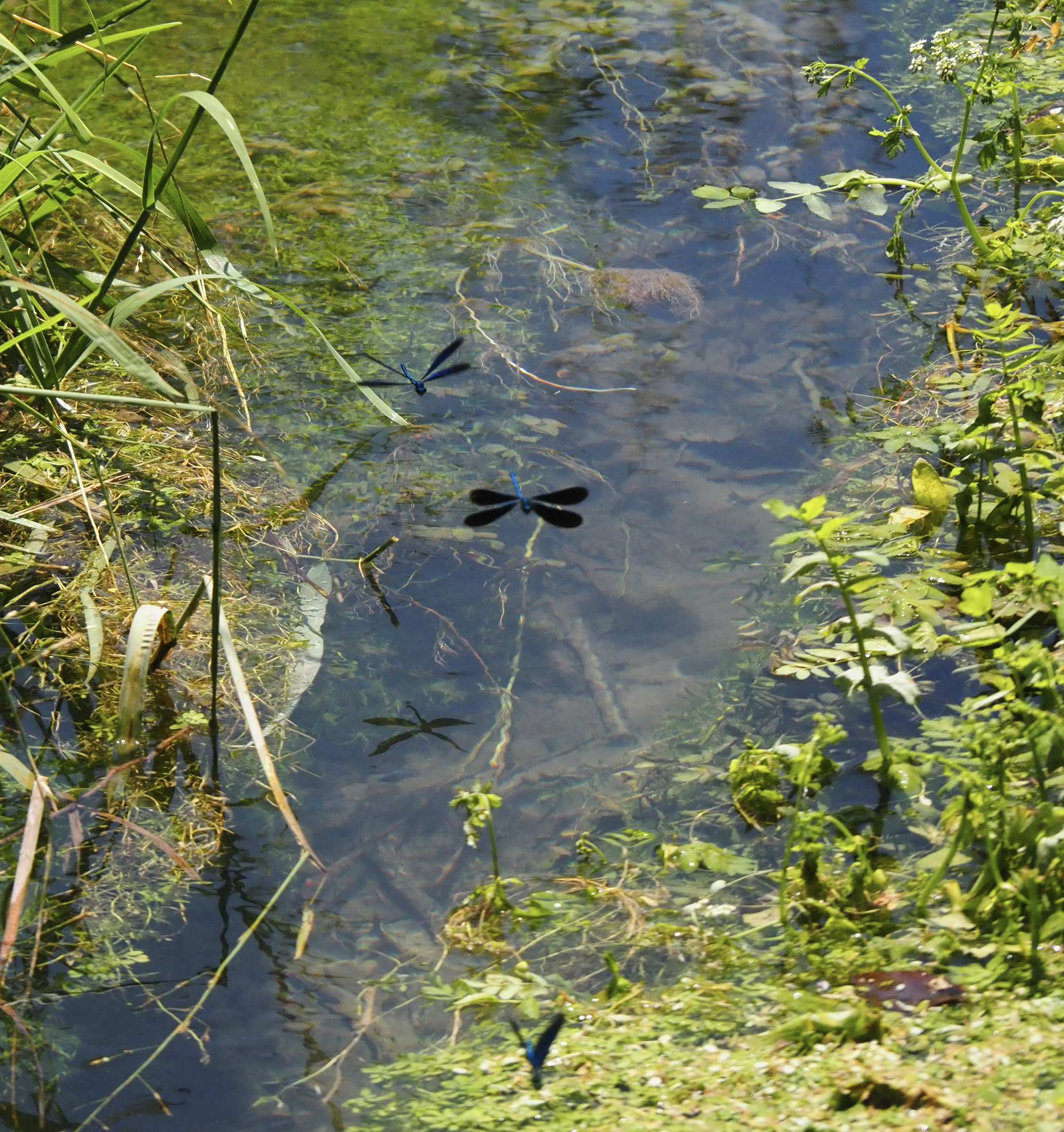
Der Giessekanal mit Prachtlibellen
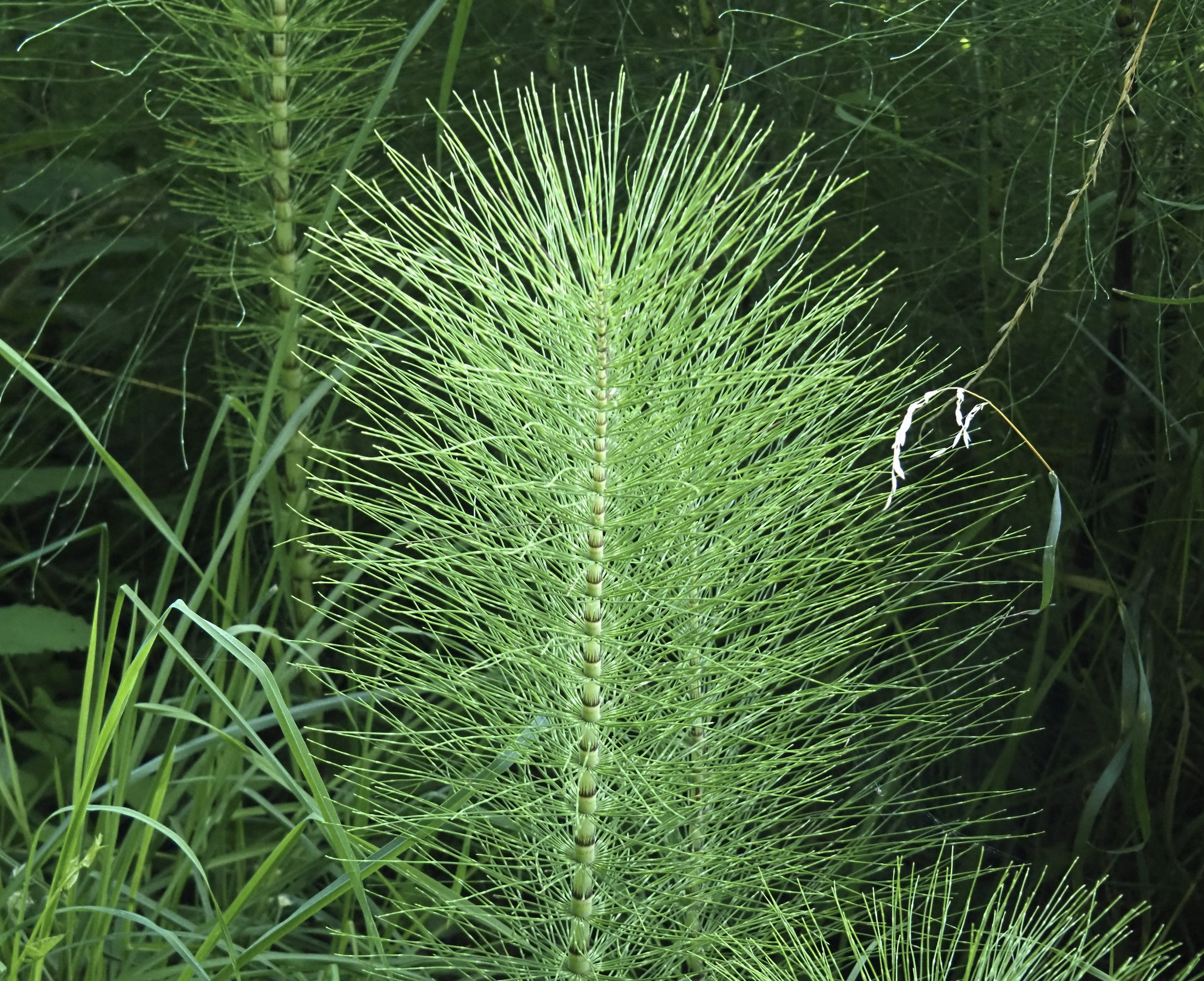
Riesen-Schachtelhalm in der Oltigenmatt
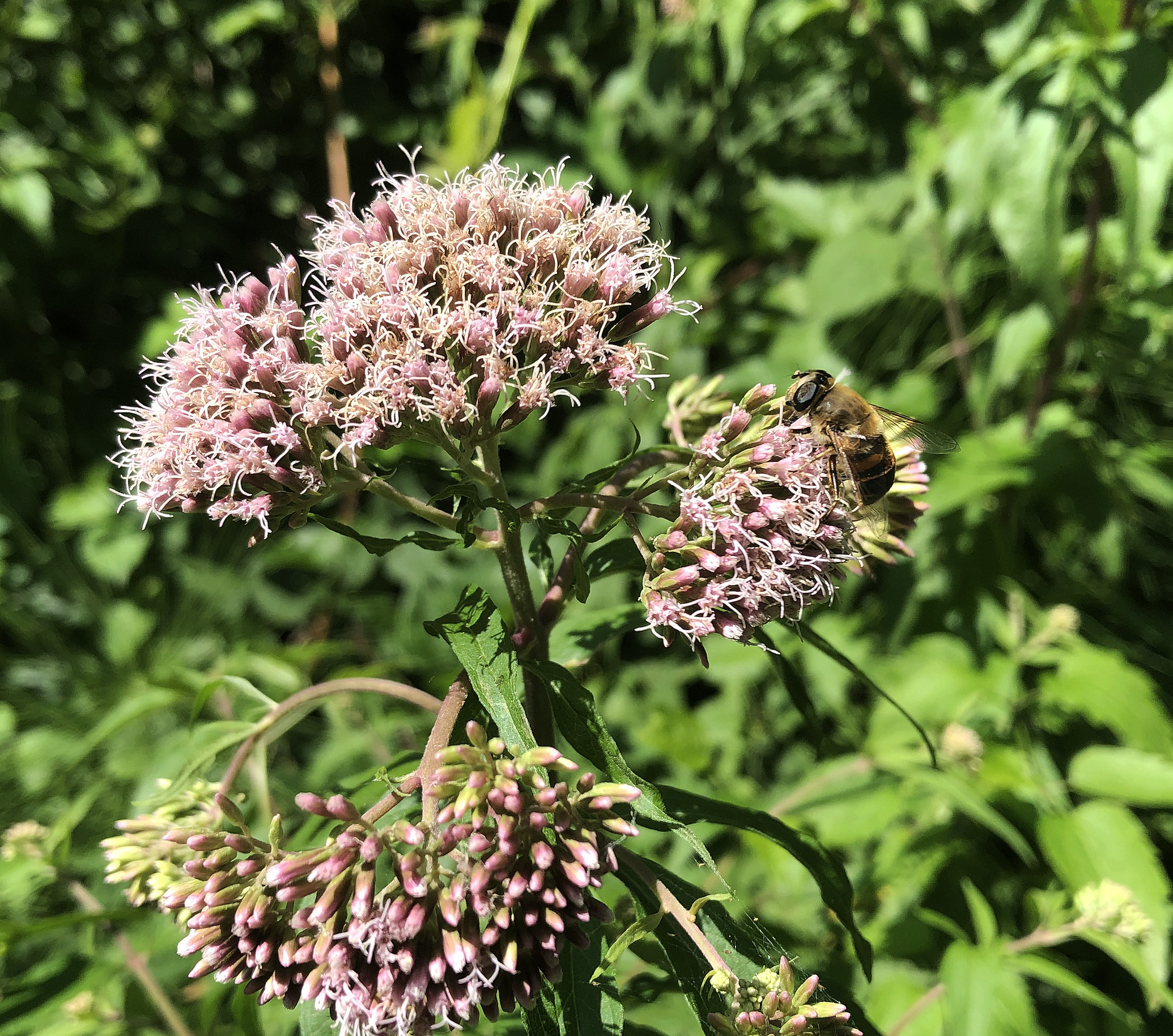
Gewöhnlicher Wasserdost am Ufer der Golatenau

## Schutzzweck
Den verschiedenen Schutzkategorien der Auenlandschaft entsprechen differenzierte Schutzbestimmungen für die einzelnen Bereiche. Das Bundesinventar der Landschaften und Naturdenkmäler von nationaler Bedeutung bezeichnet als Schutzziele die Erhaltung
- der naturnahe Flusslandschaft in ihrem Charakter und mit ihren Lebensräumen
- der Gewässer und ihrer Lebensräume in einem natürlichen und naturnahen Zustand
- der flachen Uferzonen mit ihren vielfältigen, teilweise seltenen Lebensräumen und mit ihren charakteristischen Pflanzen- und Tierarten
- der Auen der Oltigematt mit ihrem Lebensraummosaik
- des Brut-, Rast- und Überwinterungsplatzes für Wasser- und Watvögel
- der Molassefelswand der Runtigenflue als Lebensraum für standorttypische Pflanzen- und Tierarten
- der Wälder, insbesondere der seltenen Waldgesellschaften und der orchideenreichen Wälder bei der Runtigenflue
- der standortangepassten landwirtschaftlichen Nutzung.

Im Schutzbeschluss der Volkswirtschaftsdirektion des Kantons Bern vom 26. November 2013 über das Naturschutzgebiet „Niederried-Oltigenmatt“ sind die Schutzziele so festgehalten:
«Das Naturschutzgebiet bezweckt
- die ungeschmälerte Erhaltung und Aufwertung der vorhandenen Auenlebensräume und Flachmoore sowie des Amphibienlaichgebietes von nationaler Bedeutung;
- die Erhaltung und Förderung der auen- und flachmoortypischen Tier- und Pflanzenwelt, insbesondere der Amphibienbestände;
- die Erhaltung und Förderung spezieller Waldgesellschaften und naturnaher Waldbestände,
- die Erhaltung und Förderung der Gewässerdynamik sowie
- die Erhaltung und Aufwertung des Überwinterungsgebietes für Wasservögel.»